# Moniteur cardiaque implantable
Pour les articles homonymes, voir ILR.

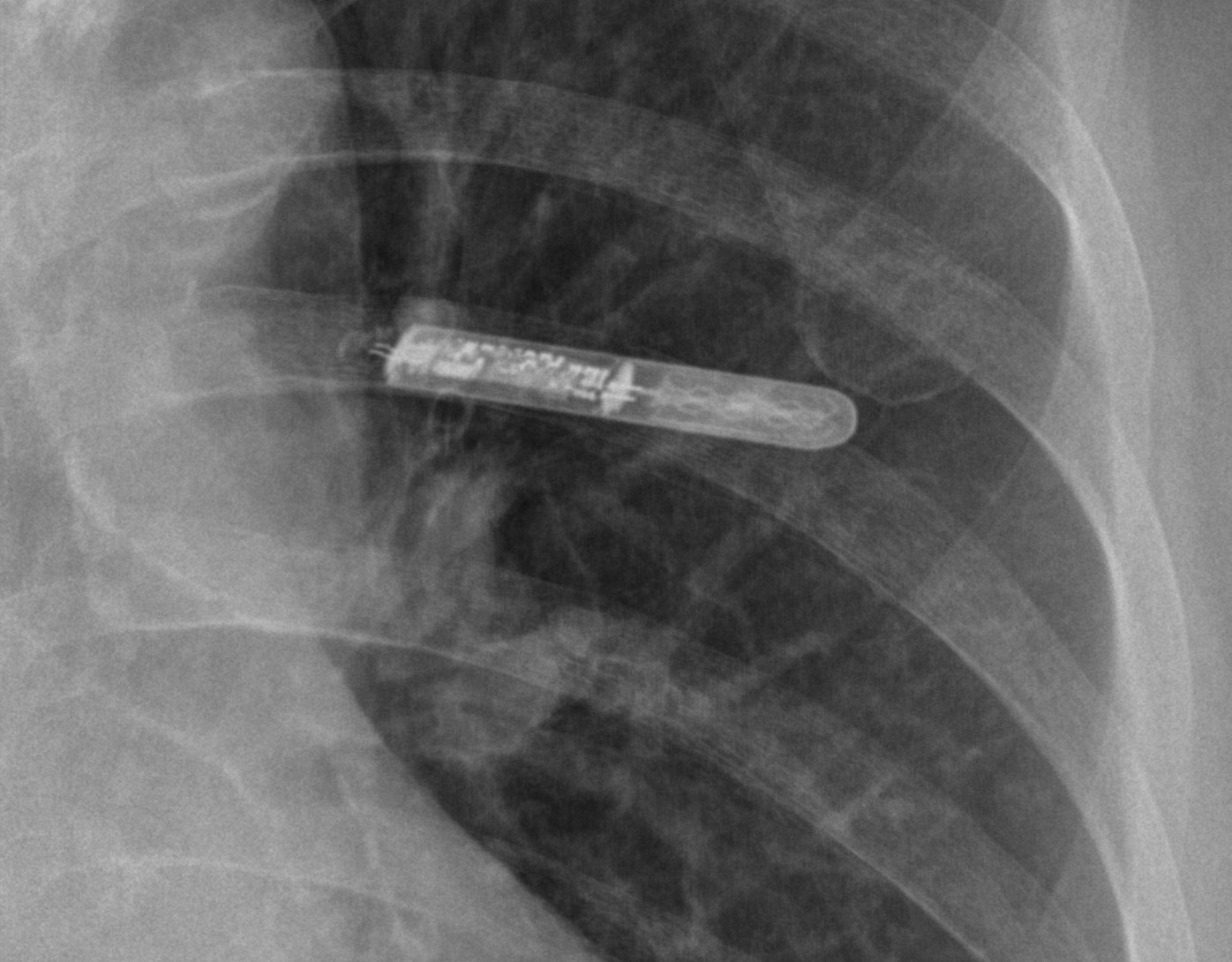
Moniteur cardiaque implanté vu par radiographie.

Le moniteur cardiaque implantable (appelé aussi moniteur électrocardiographique implantable ; en anglais, implantable loop recorder ou ILR) est un dispositif médical, de la taille d'un briquet, implanté sous la peau, permettant d'analyser l'électrocardiogramme en temps réel et d'enregistrer automatiquement ou manuellement un certain nombre de tracés qui doivent être validés secondairement par le médecin. 
Il est utilisé dans le diagnostic des syncopes.

## Historique
Les stimulateurs cardiaques ont, de longue date, des fonctions diagnostiques mais nécessitent l'implantation d'un boîtier et d'une ou plusieurs sondes. Ils ont été parfois utilisés uniquement dans un but diagnostic. En 1995 a été testé le premier boîtier dédié, sans sonde.

## Implantation
Elle se fait sous anesthésie locale après soins d'asepsie chirurgicale, sous la peau au niveau de la partie médiane gauche du thorax.

## Principe de fonctionnement
Le boîtier se comporte comme une électrode bipolaire enregistrant le signal électrique sous la forme d'un seul tracé (dérivation). Il comprend : 
- un logiciel d'analyse permettant de discriminer automatiquement certains événements : pause cardiaque, cœur trop lent (bradycardie) ou trop rapide (tachycardie).
- une mémoire, permettant de stocker un certain nombre de ces événements ;
- une batterie assurant un fonctionnement durant quelques années ;
- un système de commande par le patient : en cas de malaise ou de syncope, le patient applique un dispositif (en fait un aimant) sur le boîtier, permettant le stockage de l'électrocardiogramme durant les quelques minutes précédant le malaise.
- un système de dialogue avec un ordinateur externe permettant le réglage et la récupération des tracés enregistrés.

Le contrôle du boîtier doit être fait à titre systématique tous les 6  à   12 mois et systématiquement après un malaise.

## Utilisation
Il est utilisé pour faire le diagnostic de syncopes répétées dont les autres explorations n'ont pu déterminer la cause. En cela, il permet d'effectuer de découvrir un certain nombre d'anomalies du rythme cardiaque pouvant expliquer les malaises.